# Szmaragdowa Topiel
Szmaragdowa Topiel – leśne, nieduże jezioro w Polsce, położone w województwie zachodniopomorskim, w powiecie pyrzyckim, w gminie Stare Czarnowo, obok wsi Kołowo, na obszarze Wzgórz Bukowych w Puszczy Bukowej. Dojście drogą Zygzak od Kołówka. 0,5 km na zachód  Szlak Nadodrzański. Szmaragdowa Topiel pokryta są rzęsą i częściowo zarasta.